# Ecco2k
Ecco2k (* 23. Oktober 1994 in London, England; bürgerlich Zak Arogundade Gaterud) ist ein britisch-schwedischer Sänger, Designer, Model, Regisseur und Mitglied des Künstlerkollektivs Drain Gang. Arogundade veröffentlichte sein Debütalbum „E“ im Jahr 2019 und zuletzt Crest im Jahr 2022 zusammen mit Bladee – beide über das Stockholmer Plattenlabel Year0001. Bekannt für sein experimentelles und innovatives Songwriting sowie seinen androgynen Gesangsstil, wurde er auch für seine Regie- und Designbemühungen bei der Marke Eytys sowie für seine eigene Produktlinie g'LOSS bekannt.

## Biographie
Arogundade wurde in London geboren und wuchs ab seinem 2. Lebensjahr im Stockholmer Stadtteil Södermalm (Hornstull) auf. Sein Vater ist Ben Arogundade, ein britisch-nigerianischer Schriftsteller und Designer. Seine Mutter ist eine schwedische Maskenbildnerin.
Sein Vater brachte ihm schon in jungen Jahren den Umgang mit Grafiksoftware bei, was er als Antrieb für seine kreative Arbeit nennt.
Zusammen mit seinem Freund  Bladee gründete er 2004 die Band Krossad (schwedisch für „zerquetscht“). 2011 gründete er sein erstes Modelabel Alaska.
Arogundade interessiert sich außerdem für Fußball und unterstützt Everton FC, eine Fußballmannschaft aus Liverpool.
2019 veröffentlichte er nach vielen Kooperationsprojekten und Features sein erstes eigenes Album.

## Musikrichtung
Arogundades Musik ist eine Mischung aus experimenteller Elektronik, Pop und Rap, oft mit ungewöhnlichen Gesangs- und Produktionsentscheidungen, die für diese Genres außerhalb der Norm liegen. Sowohl in seiner musikalischen als auch in seiner visuellen Arbeit konzentriert sich Arogundade auf Themen wie Emotion und Selbstfindung, die durch industrielle und technologische Ästhetik präsentiert  werden.

## Diskografie

### Alben
- E (2019)

### EPs
- Crush Resist (CR_2015) (2015)
- PXE (2021)

### Kooperationsprojekte
- D&G (2017, mit Bladee, Thaiboy Digital)
- Trash Island (2019, mit Bladee, Thaiboy Digital)
- Crest (2022, mit Bladee)

### Singles
- Pollen (2020)
- Amygdala (2022)